# آلفردو بریلانته دا کاستا
آلفردو بریلانته دا کاستا (انگلیسی: Alfredo Brilhante da Costa؛ ۵ نوامبر ۱۹۰۴ – ۸ ژوئن ۱۹۸۰) یک بازیکن فوتبال اهل برزیل بود.